# Team Asobi
Team Asobi ist ein japanischer Videospielentwickler mit Sitz in Tokio. Team Asobi ist ein First-Party-Entwickler für Sony Interactive Entertainment und wurde ursprünglich 2012 als Teil von Japan Studio gegründet. Bei Auflösung des Japan Studios im Juni 2021 wurde Team Asobi als einziges Entwicklerteam übernommen und als unabhängiges Studio innerhalb der PlayStation Studios von Sony weitergeführt.

## Geschichte
Team Asobi wurde erstmals 2012 als interner Teil des Japan Studios mit Sitz in Tokio von Nicolas Doucet gegründet. Der Name des Teams leitet sich vom japanischen Wort „Asobu“ ab, was „spielen“ bedeutet. Nach ihrer Gründung arbeiteten sie an technischen Demos und entwickelten 2013 The Playroom, ein vorab heruntergeladenes Augmented-Reality-Spiel, das die Verwendung der PlayStation Camera und DualShock 4 für die PlayStation 4 demonstrieren sollte. Doucet und mehrere Mitglieder seines Teams waren Entwickler von Spielen für EyeToy und hatten ihr Wissen zur Verwendung in The Playroom eingebracht. Team Asobi hat auch eine Virtual-Reality-Version The Playroom VR erstellt, um die Möglichkeiten des VR-Headsets PlayStation VR bei Veröffentlichung im Jahr 2016 zu demonstrieren. The Playroom führte eine kleine Roboterfigur mit dem Namen A5081 ein, was optisch dem Wort ASOBI ähnelt, und wurde zur Referenz für die Astro-Bot-Figur, die in ihren späteren Spielen Astro Bot Rescue Mission und Astro’s Playroom verwendet wurde.
Nachdem es sich Ende 2020 und Anfang 2021 durch den Weggang mehrere Mitarbeiter von Japan Studio angedeutet hatte, bestätigte Sony mit Ausnahme von Team Asobi die Auflösung des Japan Studios zum April 2021. Im Juni 2021 gab Sony bekannt, dass Team Asobi in ein eigenständiges Studio innerhalb der Dachorganisation PlayStation Studios umgewandelt wurde. Doucet blieb auch nach diesem Übergang Asobis Studioleiter und Kreativdirektor.
Bei den Golden Joystick Awards 2024 wurde Team Asobi als Studio of the Year ausgezeichnet. Asobis Spiel Astro Bot wurde für das Best Audio Design prämiert.

## Videospiele
| Spiele                   | Jahr | Plattformen   | Beleg |
| ------------------------ | ---- | ------------- | ----- |
| The Playroom             | 2013 | PlayStation 4 | [ 6 ] |
| The Playroom VR          | 2016 | PlayStation 4 | [ 7 ] |
| Astro Bot Rescue Mission | 2018 | PlayStation 4 | [ 3 ] |
| Astro’s Playroom         | 2020 | PlayStation 5 | [ 3 ] |
| Astro Bot                | 2024 | PlayStation 5 |       |